# أندريه روبرتس (مقاتل)
أندريه روبرتس (بالإنجليزية: Andre Roberts)‏ هو فنان قتال مختلط أمريكي، ولد في 24 فبراير 1965 في تاما في الولايات المتحدة.

## وصلات خارجية
- أندريه روبرتس على موقع يو إف سي (الإنجليزية)
- أندريه روبرتس على موقع شيردوغ (الإنجليزية)